# Neeskens Kebano
Neeskens Kebano (Montereau, Francia, 10 de marzo de 1992) es un futbolista congoleño-francés. Juega de centrocampista en el Al-Jazira S. C. de la UAE Pro League.

## Selección nacional
Al inicio de su carrera participó en la selección francesa en categorías sub-19, sub-20 y sub-21 para luego debutar con la selección absoluta de la República Democrática del Congo en la Copa Africana de Naciones de 2015.

## Clubes
| Club                         | País       | Año       |
| ---------------------------- | ---------- | --------- |
| París Saint-Germain F. C.    | Francia    | 2010-2013 |
| S. M. Caen (cesión)          | Francia    | 2012-2013 |
| R. Charleroi S. C.           | Bélgica    | 2013-2015 |
| K. R. C. Genk                | Bélgica    | 2015-2016 |
| Fulham F. C.                 | Inglaterra | 2016-2023 |
| Middlesbrough F. C. (cedido) | Inglaterra | 2021      |
| Al-Jazira S. C.              | EAU        | 2023-     |

## Palmarés

### Campeonatos nacionales
| Título                                     | Club            | País       | Año  |
| ------------------------------------------ | --------------- | ---------- | ---- |
| EFL Championship                           | Fulham F. C.    | Inglaterra | 2022 |
| Copa de Liga de los Emiratos Árabes Unidos | Al-Jazira S. C. | EAU        | 2025 |